# Groupe mobile no 32
Le groupe mobile no 32 (GM 32, en vietnamien : liên đoàn bộ binh số 32) est une formation militaire de l'armée nationale vietnamienne.

## Historique

### Formation
Le groupe mobile no 32 est formé en 1953 (en 3 novembre ou le 1er décembre) au nord du Viêt Nam avec les unités suivantes :
- 6e, 10e et 20e bataillons vietnamiens (BVN),
- 3e groupe d'artillerie vietnamien (GAVN).

Le GM 32 mène d'abord de petites opérations dans la région de Nam Định - Ninh Bình. Il opère dans la région de Ninh Giang. Il n'y remporte pas de grands succès, notamment à cause de sa mauvaise organisation et de la corruption. Il est transféré à Da Nang après les accords de Genève (juillet 1954).

### Transformation
Le GM 32 est dissous en décembre 1954 et renommé 32e division d'infanterie le 1er janvier 1955 puis 32e division de campagne le 1er août. L'unité est renommée 2e division d'infanterie en janvier 1959.

## Commandant
Le GM 32 est commandé par le colonel Ton That Dinh,.